# Peter O'Brien (baseball)
Pour les articles homonymes, voir Peter O'Brien.
Peter Robert O'Brien (né le 15 juillet 1990 à Hialeah, Floride, États-Unis) est un joueur professionnel de baseball.
Il évolue dans la Ligue majeure de baseball comme joueur de champ extérieur pour les Diamondbacks de l'Arizona en 2015 et 2016.

## Carrière
Peter O'Brien est né aux États-Unis d'un père américain et d'une mère cubaine ayant quitté son pays au début des années 1980. Il parle couramment l'espagnol en plus de l'anglais.
Joueur des Wildcats de l'université Bethune-Cookman, à Daytona Beach, O'Brien est réclamé par les Rockies du Colorado au 3e tour du repêchage des joueurs amateurs en juin 2011. Il ignore l'offre pour plutôt rejoindre les Hurricanes de l'université de Miami. Il signe son premier contrat professionnel avec les Yankees de New York, qui le repêchent au second tour en 2012. Il rejoint dès 2012 un club-école des Yankees en ligues mineures. Il joue avec des clubs affiliés aux Yankees jusqu'aux dernières semaines de la saison 2014 des mineures: le 31 juillet 2014, New York l'échange aux Diamondbacks de l'Arizona contre le vétéran joueur de troisième but Martín Prado.
O'Brien évolue au poste de receveur à l'université ainsi qu'à ses premières années en ligues mineures. Les observateurs doutent cependant qu'ils puissent faire carrière à cette position, un dépisteur des Diamondbacks qualifiant par exemple son jeu défensif de « pas épouvantable, mais pas souhaitable du tout ». Ses aptitudes offensives sont ce qui le distinguent : O'Brien frappe 34 circuits dans les mineures en 2014. Alors que la saison 2015 s'amorce, le jeune joueur évolue surtout au champ gauche et au champ droit, mais une certaine confusion persiste quant à son avenir : les Diamondbacks, qui viennent d'échanger le vétéran receveur Miguel Montero, persistent à dire qu'ils voient toujours O'Brien derrière le marbre en Arizona. 
En 2015, O'Brien est promu au niveau Triple-A des ligues mineures, où il frappe 26 circuits et amasse 107 points produits en 131 matchs des Aces de Reno. O'Brien joue 101 matchs au champ extérieur cette année-là pour Reno, et seulement 11 en tant que receveur.
Il fait ses débuts dans le baseball majeur avec les Diamondbacks de l'Arizona le 11 septembre 2015 face aux Dodgers de Los Angeles. Apparu comme frappeur suppléant, il réussit aux dépens du lanceur Ian Thomas son premier coup sûr, puis complète le match au champ gauche. Il frappe son premier coup de circuit le 2 octobre 2015 contre Dallas Keuchel des Astros de Houston.
En 2015 et 2016, O'Brien joue 36 matchs au total pour Arizona, frappant 6 circuits. Sa moyenne au bâton n'atteint cependant que ,176.
Le 3 janvier 2017, Arizona l'échange aux Royals de Kansas City contre Sam Lewis, un lanceur droitier. Assigné aux ligues mineures, il est successivement réclamé au ballottage par les Reds de Cincinnati le 16 mai suivant, par les Rangers du Texas le 27 mai et par les Dodgers de Los Angeles le 18 juin.